# Elbmarschen

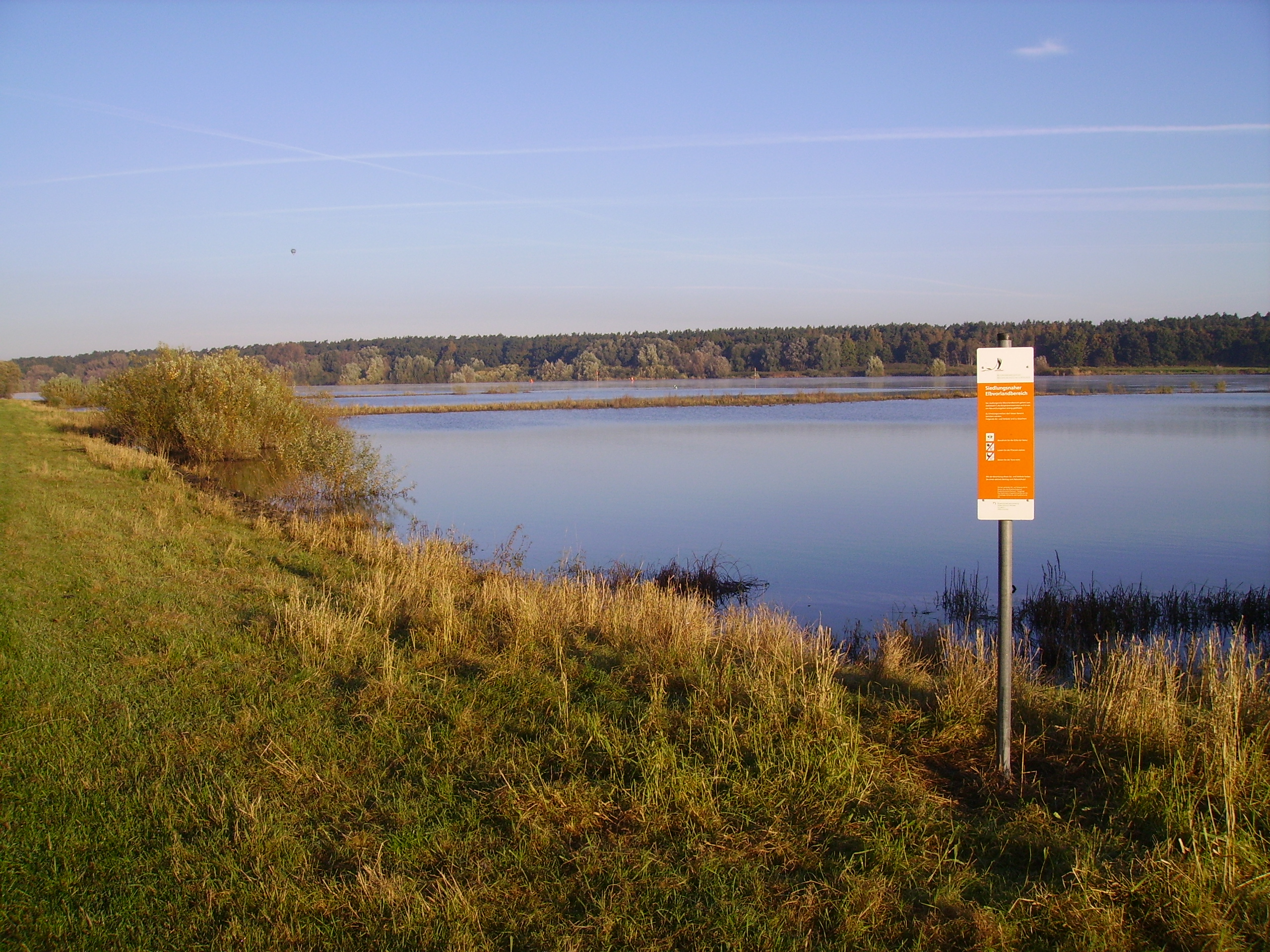
Überschwemmtes Vordeichgelände in der Lüneburger Elbmarsch

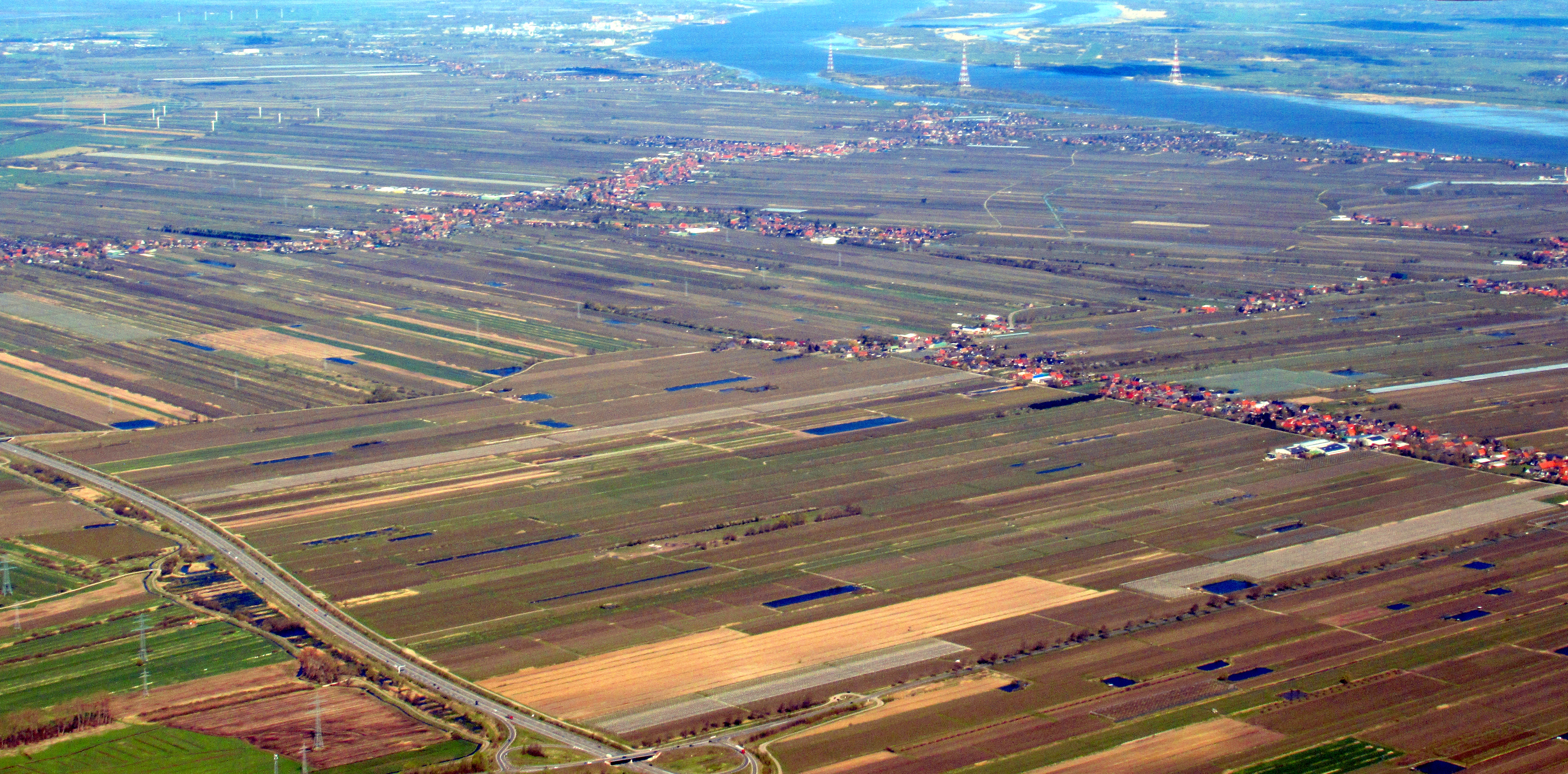
Die Elbmarsch zwischen Stade und Hamburg, Marschhufendorf Westerladekop.

Als Elbmarsch wird das ausgedehnte Marschland an der Unter- und zum Teil auch an der Mittelelbe bezeichnet. Ursprünglich war der flache Landstrich entlang der Elbe insgesamt tidebeeinflusst. Mit dem Bau der Staustufe Geesthacht ist die Elbe oberhalb Geesthachts nicht mehr tideabhängig. Im Zuge der Hollerkolonisation wurden große Teile der Überflutungsflächen eingedeicht und urbar gemacht. Biogeographisch gehört die Unterelbeniederung zum östlichsten Rand der Atlantischen Region.

## Naturräumliche Gliederung
Naturräumlich erstrecken sich die Elbmarschen über die Unterelbeniederung  sowie die Elbtalniederung,  die Großregionen 3. Ordnung und Haupteinheitengruppen (Nummer 67 und 87, zweistellig) innerhalb des Norddeutschen Tieflandes (Großregion 1. Ordnung). Sie spaltet sich wie folgt in Haupteinheiten (Regionen 4. Ordnung; dreistellig) auf:
- 67 Unterelbeniederung (D24)
  - 670 Harburger Elbmarschen
    - 670.0 Stader Marschen
      - 670.00 Land Hadeln
      - 670.01 Land Kehdingen
      - 670.02 Das Alte Land

    - 670.1 Bergedorfer Marschen
      - 670.10 Finkenwerder Inselgebiet
      - 670.11 Wilhelmsburger Zweistromland
      - 670.12 Vierlande
      - 670.13 Hoopter Sietland
      - 670.14 Winsener Marsch
      - 670.15 Luhemarsch
      - 670.16 Winsener Talsandplatte
      - 670.17 Escheburger Vorgeest

  - 671 Holsteinische Elbmarschen
    - Wilstermarsch
    - Kremper Marsch
    - Seestermüher Marsch
    - Haseldorfer Marsch
- 87 Elbtalniederung (D09)
  - 876 Untere Mittelelbe-Niederung
    - Winsener Elbmarsch
    - Lüneburger Elbmarsch

## Beschreibung
Die Elbmarsch ist sehr fruchtbar und insbesondere von großen Grünlandanteilen geprägt. Neben der Viehhaltung, insbesondere der Milchkuhhaltung, werden sie auch für den Ackerbau genutzt. So ist Dithmarschen vor allem für den Kohl bekannt, das Alte Land ist eines der größten Obstbaugebiete Mitteleuropas, die Hamburger Vier- und Marschlande gehören zu den bedeutendsten Anbaugebieten für Gemüse und Blumen. Das Kehdinger Land sowie die Lüneburger Elbmarsch sind besonders durch eine blühende Pferdezucht geprägt; seit über 200 Jahren werden hier erfolgreich Hannoveraner gezüchtet.
In den 1990er Jahren wurde überregional aus den Elbmarschen berichtet, nachdem im Umkreis des Forschungszentrums GKSS und des Kernkraftwerks Krümmel eine erhöhte Anzahl von Leukämieerkrankungen nachgewiesen wurde. Ein direkter Zusammenhang zwischen den Erkrankungsfällen und den Nuklearanlagen konnte jedoch nicht erwiesen werden.

## Holsteinische Elbmarschen

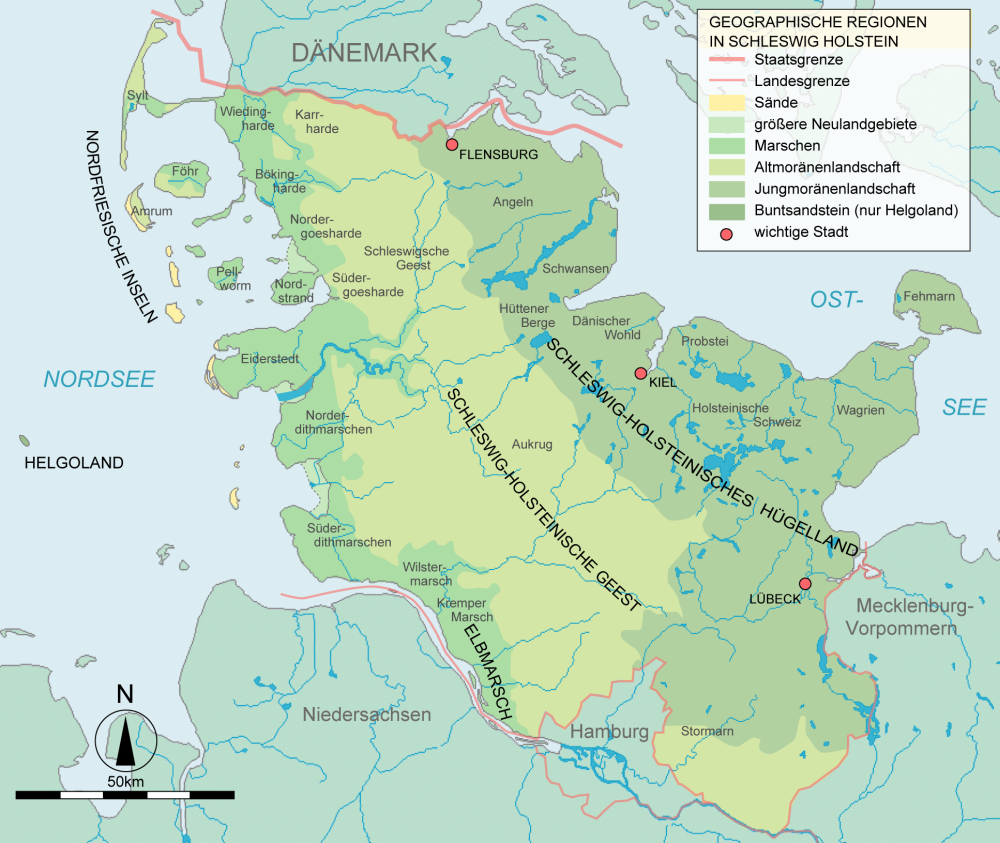
Landschaften in Schleswig-Holstein mit den Holsteinischen Elbmarschen

Die Holsteinischen Elbmarschen liegen im südlichen Schleswig-Holstein an der Unterelbe. Hier wird intensive Landwirtschaft betrieben. Es leben dort auch viele in Hamburg arbeitende Pendler. Das Land ist flach und liegt etwa auf der Höhe des Meeresspiegels, in der Nähe von Neuendorf bei Wilster liegt das Land sogar etwa 3,50 m darunter, weshalb es durch Sturmfluten besonders gefährdet ist und durch entsprechende Deiche geschützt werden muss.
Die Elbmarschen gliedern sich (von Nordwest nach Südost) in die Wilstermarsch zwischen Nord-Ostsee-Kanal und Stör, die Kremper Marsch zwischen Stör und Krückau, die Seestermüher Marsch zwischen Krückau und Pinnau und die Haseldorfer Marsch zwischen Pinnau und dem Geestrand bei Wedel.

## Niedersächsische Elbmarschen
Die Niedersächsischen Elbmarschen beginnen mit dem bis zur Oste reichenden Land Hadeln. Östlich des Flusses schließt sich bis an Stade und die Schwinge im Südosten das Land Kehdingen an. Südöstlich davon dehnt sich das Alte Land bis zur Stadtgrenze von Hamburg in Cranz aus. Elbaufwärts von Hamburg folgen schließlich die Winsener und die Lüneburger Elbmarsch.

### Kulturlandschaftsraum
Der Kulturlandschaftsraum Elbmarschen umfasst ein 1030 km² großes Gebiet. Diese Zuordnung zu den Kulturlandschaften in Niedersachsen hat der Niedersächsische Landesbetrieb für Wasserwirtschaft, Küsten- und Naturschutz (NLWKN) 2018 getroffen. Ein besonderer, rechtlich verbindlicher Schutzstatus ist mit der Klassifizierung nicht verbunden.